# Ala Szerman
Halina "Ala" Szerman Altman (Magnitogorsk, 24 de julho de 1940) é uma empresária e educadora física brasileira conhecida por ter sido a pioneira em promover atividades físicas pela televisão ao apresentar um quadro no programa TV Mulher (Rede Globo), do qual também participavam outros apresentadores, como Marília Gabriela, Ney Gonçalves Dias, Marta Suplicy e Clodovil Hernandes.

## Biografia
Professora de educação física, criou novos conceitos de tratamentos de beleza, estética e saúde, consagrando-se uma das profissionais mais experientes e competentes do país. Fundadora do Ginastic Center, ela abriu sua primeira academia no Brasil em 1967. Foi ela que em 1984 introduziu o conceito de SPA no Brasil, inaugurando o Hotel Jequetimar, em Guarujá.
Em um trecho de uma entrevista ao jornal Folha de S. Paulo, em 1996, a empresária contou parte de sua odisseia ao chegar ao Brasil, vinda de um regime comunista e sem falar o idioma local:
«O primeiro emprego da professora de ginástica mais famosa do Brasil foi aos ‘20 e poucos anos’ como acrobata de um circo. Mas ela não aguentou mais de três dias. ‘Foi logo que cheguei ao Brasil, vinha da Polônia’ (...) Era o melhor que alguém poderia alcançar na época do comunismo. Eu achava que aqui era a mesma coisa. Mas não era verdade, era outro nível.’ O primeiro emprego dela, de fato, foi o que considera subemprego em uma loja do Bom Retiro (região central de São Paulo). ‘Não trabalhava nem como vendedora, porque nem sequer falava português. Era um trabalho de arrumar prateleiras, marcar códigos, fazer embrulhos.’ O que ela achava pior era não poder usar todos os conhecimentos que tinha, de educação física e ginástica olímpica.»
Nascida na extinta União Soviética, Ala é filha de Michał Szerman e Frajda Masbau, ambos judeus polacos. Cresceu em Breslávia, na Silésia, onde se formou em educação física na Escola Superior local.
Emigrou para o Brasil em 1957, naturalizando-se brasileira somente em 1982.
Szerman foi candidata a deputada federal nas eleições gerais no Brasil em 1998, não tendo sido eleita.